# Vertikalwindtunnel

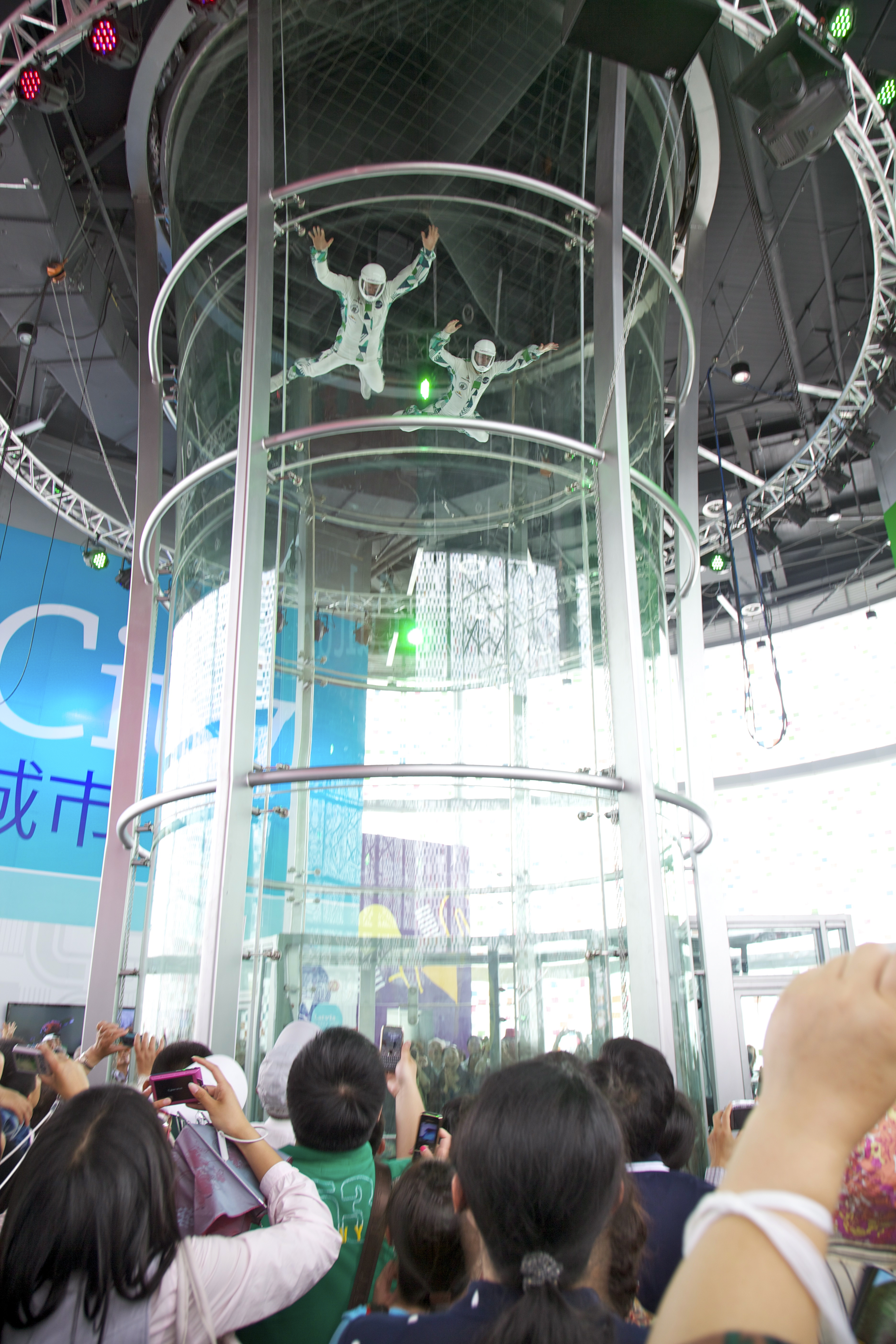
Aerodium-Vertikalwindtunnel auf der World EXPO 2010, Shanghai

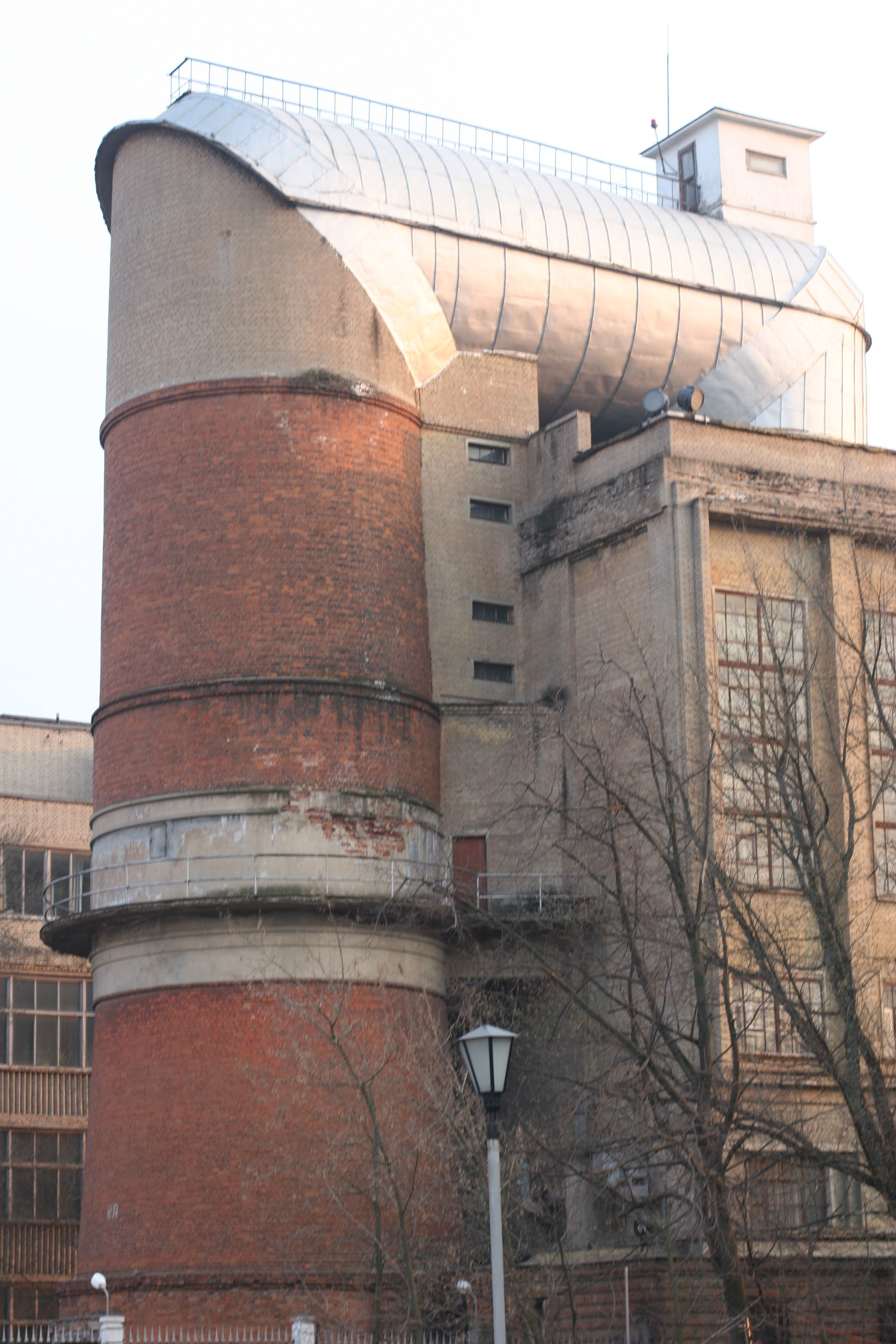
Vertikalwindtunnel T-105 am Aerohydrodynamischen Institut, Russland (Moskau?), erbaut 1941 (2007)

Ein Vertikalwindtunnel (VWT) ist ein Windkanal, der, im Gegensatz zu einem traditionellen Windkanal für aerodynamische oder aeroakustische Messungen, über eine vertikale Messstrecke (Flugkammer) verfügt. Die ersten vertikalen Windkanäle wurden als sogenannte Trudeltürme im Bereich der Luftfahrtforschung eingesetzt. Heute nutzt man Vertikalwindtunnel vorwiegend im Sport- und Freizeitbereich als Trainingsanlagen für Fallschirmspringer. Ausgehend vom Fallschirmsport hat sich durch die technische Fortentwicklung vertikaler Windkanäle seit den 1960er Jahren das sogenannte Bodyflying oder Indoor Skydiving entwickelt.
Vertikalwindtunnel ermöglichen den menschlichen Flug ohne Hilfsmittel (Flugzeug, Fallschirm) allein durch die Kraft der vertikal erzeugten Luftströmung. Dabei erreicht die Luft im vertikalen Windkanal eine durchschnittliche Geschwindigkeiten von 180 bis 200 km/h. Dies entspricht der durchschnittlichen Fallgeschwindigkeit eines menschlichen Körpers im freien Fall in Bauchlage. Vertikalwindtunnel werden häufig auch als Indoor Skydiving, Bodyflyinghalle oder Freifallsimulator bezeichnet.

## Bodyflying
Bodyflying bedeutet wörtlich „Körper-Fliegen“ und steht für die Kunst den menschlichen Körper in kontrollierter Form in der Luft zu bewegen. Ursprünglich aus dem Fallschirmsport kommend, steht Bodyflying für eine Trainingsmöglichkeit für Fallschirmspringer, zunehmend aber auch für eine eigenständige Sportart: das Fliegen eines menschlichen Körpers in einem vertikalen Windkanal.

Bodyflyer im Headdown-Flug

Im Vertikalwindtunnel herrscht eine Strömungsgeschwindigkeit der Luft,  die der Freifallgeschwindigkeit des menschlichen Körpers entspricht. Moderne Vertikalwindtunnelanlagen können dabei die Luftgeschwindigkeit je nach Körpergewicht des Fliegenden individuell anpassen. Beim Bodyflying wird der menschliche Körper relativ zum Wind bewegt. Durch entsprechende Anspannung des Körpers und den Einsatz von Händen und Füßen als Ruder kann die Kraft des Luftstroms beeinflusst und der Körper in verschiedene Richtungen bewegt werden. Grundfiguren des Bodyflying beinhalten das Auf- und Abschweben, die Seitwärtsbewegung in alle vier Horizontalrichtungen, sowie Rechts- und Linksdrehungen.

## Vertikalwindtunnelsysteme
Klassische Vertikalwindtunnel bestehen aus einem oder mehreren Gebläsen zur Erzeugung des Luftstroms, Diffusoren, für eine möglichst gleichmäßige, turbulenzfreie Strömung, einer Düse zur Beschleunigung des Luftstromes sowie der eigentlichen Flugkammer. Die Strömung in der Flugkammer soll dabei möglichst gleichförmig, parallel, turbulenz- und lärmarm sein.
Es gibt zwei Grundsysteme für Vertikalwindtunnel, die sich nach ihrem Luftführungssystem unterscheiden:
- Geschlossene Vertikalwindtunnel, die die Luft in einer ringförmigen Luftführung rezirkulieren (Recirculator), z. B. Indoor Skydiving Bottrop, Deutschland.
- Offene Vertikalwindtunnel, die nach einem Ansaug- und Ausstoßprinzip funktionieren (Open-flow), z. B. SkyVenture Arizona, Eloy, USA.

Geschlossener Vertikalwindtunnel, Indoor Skydiving Bottrop

Darüber hinaus hat sich auch für Freifallsimulatoren, die nicht dem klassischen Bau eines vertikalen Windkanals entsprechen, der Begriff Vertikalwindtunnel etabliert, z. B. Bodyflying-Anlage, Rümlang, Schweiz.
Geschlossene Vertikalwindtunnel haben eine ringförmige Luftführung (sog. Göttinger Bauart). Hier wird die nach der Flugkammer vom Diffusor aufgenommene Luftströmung wieder dem oder den Gebläsen zugeführt. Vorteil des geschlossenen Systems ist die Unabhängigkeit von Wind und Wetter. Die Anlage kann ganzjährig bei jeder Witterung, insbesondere unabhängig von den Außentemperaturen betrieben werden. Ferner überzeugen geschlossene Systeme in der Regel durch ihren deutlich geringeren Schallpegel sowie ihre Energieeffizienz. Der Luftstrom in geschlossenen Systemen ist turbulenzfreier als bei anderen Freifallsimulatoren. Der erste, geschlossene Vertikalwindtunnel Kontinentaleuropas nach Göttinger Bauart wurde im April 2009 in Bottrop, Deutschland eröffnet und bietet Fallschirmspringern wie Laien ganzjährig die Möglichkeit frei von Höhenangst das Gefühl des freien Flugs zu erleben.
Offene Vertikalwindtunnel haben eine nach beiden Seiten offene Luftführung. Bei diesen Systemen wird Luft aus der Umgebung angesaugt, strömt durch die Flugkammer und wird am oberen Ende des Kanals wieder ins Freie ausgestoßen. Durch die offene Bauweise sind diese Anlagen wetteranfällig. Wind, Regen, extreme Außentemperaturen, aber auch Staub und Dreck können den Flugbetrieb beeinträchtigen, teilweise eine temporäre Schließung der Anlage erfordern.
Sonstige Freifallsimulatoren bestehen in der Regel aus einem netzüberspannten Propeller, der einen vertikalen, nach allen Seiten offenen Vertikalluftstrom erzeugt. Da mangels geschlossener Flugkammer in diesen Anlagen die Gefahr des Herausfallens oder unfreiwilligen Herausfliegens aus dem Luftstrom besteht, ist das Fangnetz von einem Kissenrand umgeben. Diese Form der Vertikalwindtunnel ist als stationäre wie auch transportable Anlage anzutreffen. Da die Geschwindigkeit des Luftstroms in diesen Anlagen geringer ist, als in klassischen Vertikalwindtunneln, ist das Tragen von weiten Flugkombis für zusätzlichen Auftrieb die Regel. Ferner ist der Luftstrom mangels Luftführung turbulenter.

## Sicherheit
Das Fliegen im Vertikalwindtunnel ist ungefährlich und ermöglicht auch Personen mit Höhenangst das Gefühl des freien Falls jenseits einer Absetzmaschine für Fallschirmspringer zu erleben. Im Vertikalwindtunnel fliegt der menschliche Körper je nach Können nur wenige Zentimeter bis Meter über einem sicheren Fangnetz. Die Luftgeschwindigkeit wird dem individuellen Können des Fliegenden angepasst und variiert in der Regel zwischen 180 und 200 km/h.

## Geschichte
Die ersten vertikalen Windkanäle wurden in den 1930er Jahren für die Luftfahrtforschung konstruiert und gebaut. Noch heute kann das Gebäude eines der ersten Trudeltürme im Berliner Ortsteil Adlershof besichtigt werden. Die Konstruktion des ersten vertikalen Windkanals mit einer hinreichenden Luftgeschwindigkeit für den menschlichen Flug begann in den 1940er Jahren in den USA in der Wright Patterson Air Force Base, Dayton, Ohio. Der Luftstrom wurde durch einen Propeller mit vier Rotorblättern und einem Durchmesser von 16 Fuß (4,88 m) über einen 1000 PS starken Elektromotor angetrieben. Die Flugkammer wies einen Durchmesser von 12 Fuß (3,66 m) auf und diente der Untersuchung des Trudelns, insbesondere von führerlos, „torkelnden“ Flugzeugen und kleinen Fallschirmen. 1964 wagte ein Fallschirmspringer und damaliger Mitarbeiter des Apollo-Programms den ersten menschlichen Flug in diesem Vertikalwindtunnel. In den frühen 1970er Jahren begann das Präzisionsfreifallteam der amerikanischen Streitkräfte, The Golden Knights, regelmäßig in der Wright Patterson Air Force Base zu trainieren.
1979 wurde das erste Patent für einen Freifallsimulator, der nicht der klassischen Bauart eines vertikalen Windkanals entspricht, von Jean St. Germain, in Kanada angemeldet. Das Patent lautet auf „levitationarium for air flotation of humans“. Der erste kommerzielle Freifallsimulator eröffnete 1982 in Las Vegas, USA.

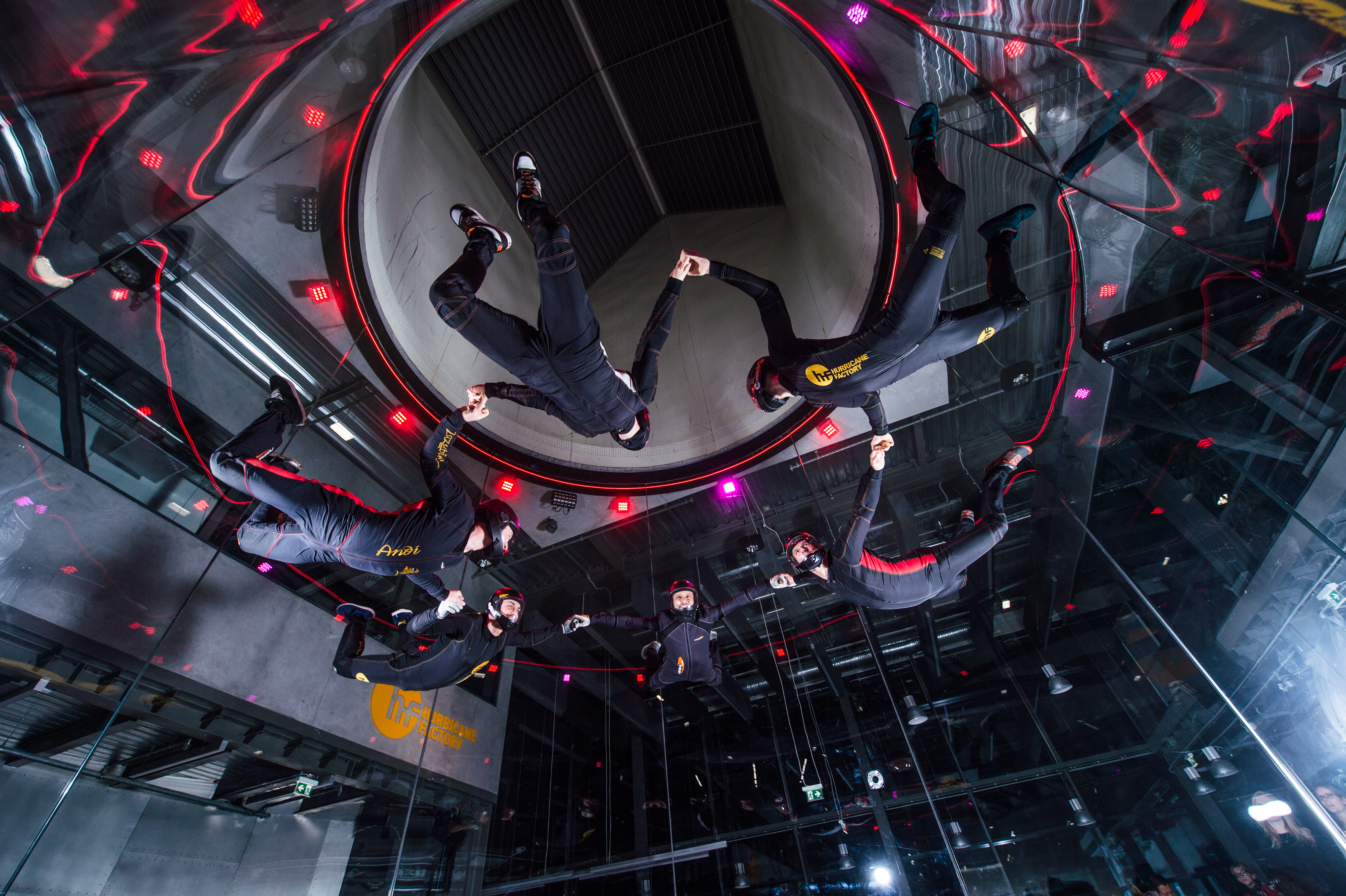
Fliegen in einem Windkanal

Der vermehrte Bau klassischer offener und geschlossener Vertikalwindtunnelsysteme für ein breites Publikum begann erst in den späten 1990er Jahren mit der Eröffnung eines open-flow Vertikalwindtunnels in Orlando, USA, 1998. Der weltweit größte Indoor-Windtunnel mit einem Durchmesser von 10 m ist seit November 2019 in Abu Dhabi in Betrieb. Der größte deutsche Windkanal mit einem Durchmesser von 5,2 m wurde im Juli 2017 in Schönefeld bei Berlin eröffnet.